# Adolph Dubs
Adolph «Spike» Dubs (Chicago, Illinois, Estados Unidos, 4 de agosto de 1920-Kabul, Afganistán, 14 de febrero de 1979) fue el embajador de Estados Unidos en Afganistán desde el 13 de mayo de 1978 hasta su fallecimiento en 1979.
Murió mientras intentaban rescatarlo de un secuestro.

## Secuestro y muerte
En 1978, Dubs fue designado Embajador de Estados Unidos en Afganistán tras la Revolución Saur, un golpe de Estado, el cual puso a los aliados soviéticos de la facción Khalq en el poder. Conducía de su residencia a la embajada estadounidense tranquilamente antes de las 9 a. m. el 14 de febrero de 1979, el mismo día en que militantes iraníes atacaron la Embajada de Estados Unidos en Teherán, y algunos meses antes de la invasión soviética de Afganistán. Se aproximaba al centro cultural estadounidense cuando cuatro sujetos pararon su limusina Chevrolet blindada. Algunos testimonios dicen que aquellos vestían uniformes de la policía afgana, mientras que otros afirman que solo uno de los cuatro sujetos tenía uniforme policial. Uno de los sujetos hizo un gesto para que bajen la ventanilla del auto, la cual era a prueba de balas, lo cual cumplió el chófer del embajador. Los sujetos apuntaron con una pistola al chófer y tomaron el vehículo, obligando al conductor a llevar a Dubs al Hotel Kabul Serena en el centro de Kabul. El secuestro ocurrió con un "un plan con la vista de, al menos, un policía afgano." Dubs fue llevado a la habitación 117 del primer piso del hotel, y el chófer fue enviado a la embajada para que informara del secuestro.
En el hotel, los secuestradores supuestamente exigieron que la República Democrática de Afganistán liberase a "uno o más prisioneros políticos o religiosos." "No se le hizo ningún pedido al gobierno estadounidense, ni tampoco algún pedido más detallado o concreto al gobierno afgano." Algunos aseguran que los secuestradores exigían un trueque por Tahir Badakhshi, Badruddin Bahes (que se encontraba muerto en ese momento) y Wasef Bakhtari.
Las autoridades estadounidenses habían decidido esperar para no arriesgar la vida de Dubs, pero los afganos querían negociar e iniciar planes de ataque bajo consejo de las autoridades soviéticas. Las armas y los chalecos antibalas de los afganos fueron provistas por los soviéticos, y el lobby del hotel estaba lleno de oficiales soviéticos, incluyendo al jefe de seguridad de la KGB, el consejero soviético para la policía afgana y el segundo secretario de la Embajada de la URSS. Terminnando la mañana, se escuchó un disparo. La policía afgana realizó un asalto al cuarto 117 con armas automáticas pesadas. Después de un disparo, siguió un intenso tiroteo, estimados entre 40 segundos a un minuto, Dubs fue "encontrado desplomado en una silla", asesinato por disparos en la cabeza. Dos de los secuestradores murieron asimismo en el tiroteo. Una autopsia mostró que había sido disparado en la cabeza a una distancia de seis pulgadas. Los otros dos captores fueron capturados vivos pero fueron inexplicablemente asesinados; los cuerpos fueron exhibidos a las autoridades estadounidenses antes de la noche.
Las identidades verdaderas y los objetivos de los secuestradores se mantuvieron inciertas, y el crimen "nunca ha sido satisfactoriamente explicado" a pesar de que autoridades estadounidenses, afganas y soviéticas "eran todo excepto testigos presenciales" del hecho. Las circunstancias han sido descritas como "misteriosas" and "still clouded." Múltiples factores oscurecieron el suceso: "la ejecución de los captores vivos, prevención de análisis forense en la escena del crimen, el bloqueo a los investigadores estadounidenses y la evidencia plantada. No fue posible establecer si fue una conspiración o de haberla sido, si fue rusa o afgana."
Algunos atribuyen la responsabilidad del secuestro y del asesinato al grupo izquierdista anti pashtún Settam-e-Melli, pero otros afirman que ello es "dudoso," señalando un oficial de policía de Kabul que al menos uno de los secuestradores pertenecía a la facción Parcham de la República Popular Democrática de Afganistán. La desinformación difundida por la prensa soviética y afgana culpó del suceso a la o CIA, a Hafizullah Amin, o a ambos. Anthony Arnold sugirió que "el único beneficiado sería la Unión Soviética," ya que el asesinato del embajador "envenenó irremediablemente" las relaciones afgano-estadounidenses, "dejando a la Unión Soviética con el monopolio del poder influyente" durante el gobierno de Nur Muhammad Taraki . El consejero de Seguridad Nacional de Carter, Zbigniew Brzezinski, afirmó que la muerte de Dubs fue "un evento trágico en la que estuvo presente la ineptitud y la colusión soviética", con el manejo "inepto." del incidente por los afganos El gobierno de Taraki rechazó los pedidos del gobierno de EE. UU. para realizar investigaciones.
La administración del presidente Carter se declaró "indignada" por el asesinato del embajador y por la conducta del gobierno afgano, iniciándose turbulentas relaciones con el país y las simpatías con los opositores del régimen afgano. El incidente causó un declive en las relaciones entre ambos países, causando que Estados Unidos realice una "reevaluación fundamental" de sus políticas. Como respuesta al asesinato de Dubs, Estados Unidos suspendió un plan de ayuda humanitaria de $15 millones, en parte, y de manera total un programa de ayuda militar por $250,000, y Estados Unidos suspendió, finalmente, toda ayuda económica en 1979, cuando la ocupación soviética del país fue completa. El gobierno afgano promovió la disminución de la presencia estadounidense en Afganistán y restringió en número de voluntarios de los Peace Corps y de los programas culturales. El 23 de julio, el Departamento de Estado anunció la retirada del personal no esencial de la  embajada en Kabul y de la mayoría de los diplomáticos dado la baja seguridad, a diciembre solo había 20 miembros trabajando en Kabul. No se designó un nuevo embajador en reemplazo de Dubs, y un encargado de negocios dirigió lo que quedó de la embajada.
La muerte de Dubs fue incluida como "Significativo Accidente Terrorista" por el Departamento de Estado. Documentos desclasificados de la antigua KGB soviética por Vasily Mitrokhin en la década de 1990 mostraron que el gobierno afgano autorizó claramente el asalto a pesar de los pedidos para negociaciones pacíficas por los estadounidenses, y el consejero de la KGB Sergei Batrukhin habría recomendado el asalto, como la ejecución de los secuestradores antes que las autoridades estadounidenses pudieran interrogarlas. Los archivos Mitrokhin también indican que los cuatro secuestradores escaparon y los cuerpos de prisioneros recientemente asesinados sirvieron como sustitutos para la inspección de los estadounidenses. Otros aspectos sobre el incidente no han sido develados.
Dubs fue enterrado en el Cementerio Nacional de Arlington.